# جيسي كيف
إسمها الحقيقي جيسيكا كيف (بالإنجليزية: Jessica "Jessie" Cave)‏ هي ممثلة وكوميدية ورسامة كارتون ويوتيوبرز إنجليزية ولدت في يوم 5 مايو 1987 في لندن، إشتهرت جيسي بأداء دور لافيندر براون في سلسلة أفلام هاري بوتر، تقوم جيسي بنشر كتب كارتون دودل تسمى Love Sick وبعض منها صممت كبطاقات تهنئة. جيسي هي أيضاً يوتيوبرز ولديها قناة على يوتيوب تنشر سكيتشات كوميدية خاصة بها وأحياناً ظهر بها عشيقها السابق ألفي براون مع والدها وطفليها. وتنشر جيسي غالباً رسومات ملابس الأطفال فيها.

## الحياة الشخصية
ولدت جيسي كيف في 5 مايو 1987 في لندن لعائلة من 4 أولاد كانت جيسي ثاني أكبر فرد فيهم من الأولاد. والدها هو ممارس طب وجدها المشهور الأسترالي المولد تشارلز فيليب كيف كان يشغل منصب الأمين العام لمستعمرة هونغ كونغ البريطانية. وشقيقتها الأصغر بيبي هي أيضاً ممثلة.
تلقت جيسي تعليمها في مدرسة لاتيمير العليا. قررت بعد ذلك خوض تجربتها في السباحة وكرة المضرب بينما كانت تتلقى تعليمها في اختصاص التصوير التوضيحي والرسوم المتحركة في جامعة كينغستون. تسبب الإصابة فيما بإبعادها عن كرة المضرب لتتفرغ إلى الكارتون لتنتقل بعد ذلك إلى المسرح بعد أن قررت الدراسة في الأكاديمية الملكية للفنون المسرحية واستمرت بالعمل بالمسرح في لندن لتدخل بعدها إلى مجال السينما والتلفاز.
إرتبطت كيف سابقاً بعلاقة مع ألفي براون ابن الملحن البريطاني ستيف براون والممثلة جان ريفنز، أنجبت منه ولدين الأول هو دوني ألذي ولد في أكتوبر 2014 والثانية هي مارغوت التي ولدت في مارس 2016.

## الأعمال
- هاري بوتر والأمير الهجين 2009
- هاري بوتر أند ذا هاف-بلاد برينس 2009
- هاري بوتر ومقدسات الموت – الجزء 1 2010
- هاري بوتر ومقدسات الموت – الجزء 2 2011
- الأمال العظيمة 2012
- فخر 2014
- حكاية الحكايات 2015

## روابط خارجية
- جيسي كيف على موقع IMDb (الإنجليزية)
- جيسي كيف على موقع ألو سيني (الفرنسية)
- جيسي كيف على موقع أول موفي (الإنجليزية)
- جيسي كيف على موقع قاعدة بيانات الأفلام السويدية (السويدية)
- جيسي كيف على موقع قاعدة بيانات الفيلم (الإنجليزية)
- جيسي كيف على موقع كينوبويسك (الروسية)